# Cabinet Ringstorff I
Pour les articles homonymes, voir Cabinet Ringstorff.
Land de Mecklembourg-Poméranie-Occidentale
Seite II Ringstorff II
Le cabinet Ringstorff I (en allemand : Kabinett Ringstorff I) est le gouvernement du Land de Mecklembourg-Poméranie-Occidentale entre le 3 novembre 1998 et le 6 novembre 2002, durant la 3e législature du Landtag.
Dirigé par le nouveau ministre-président social-démocrate Harald Ringstorff, il est constitué d'une coalition entre le SPD et le PDS, première du genre en Allemagne.

## Historique du mandat
Dirigé par le nouveau ministre-président social-démocrate Harald Ringstorff, anciennement vice-ministre-président et ministre de l'Économie, ce gouvernement est constitué par une « coalition rouge-rouge » (en allemand : Rot-Rote Koalition) entre le Parti social-démocrate d'Allemagne (SPD) et le Parti du socialisme démocratique (PDS). Ensemble, ils disposent de 47 députés sur 71, soit 66,2 % des sièges du Landtag.
Il est formé à la suite des élections régionales du 27 septembre 1998.
Il succède donc au second cabinet du chrétien-démocrate Berndt Seite, constitué et soutenu par une « grande coalition » entre l'Union chrétienne-démocrate d'Allemagne (CDU) et le SPD.
Au cours du scrutin, le Parti social-démocrate devient la première force politique du Land avec plus de 30 % des suffrages exprimés. Il devance ainsi la CDU, qui occupait cette place depuis 1990. Le Parti du socialisme démocratique, issu de la transformation du Parti socialiste unifié d'Allemagne (SED), parti unique de l'Allemagne de l'Est, confirme sa troisième place.
Ringstorff, vice-ministre-président et ministre de l'Économie de Seite pendant les deux premières années de la mandature précédente, s'accorde avec le PDS pour former la première coalition association sociaux-démocrates et gauche radicale depuis les années 1950. Il va ainsi plus loin que Reinhard Höppner en Saxe-Anhalt, qui gouverne avec le soutien sans participation des anciens communistes.
Lors des élections régionales du 22 septembre 2002, le recul du PDS est compensé à un siège près par la progression du SPD. La coalition étant toujours nettement majoritaire, elle constitue le cabinet Ringstorff II.

## Composition
| Portefeuille                                                            | Titulaire | Titulaire                                               | Parti |
| ----------------------------------------------------------------------- | --------- | ------------------------------------------------------- | ----- |
| Ministre-président                                                      |           | Harald Ringstorff                                       | SPD   |
| Vice-ministre-président Ministre du Travail et des Travaux publics      |           | Helmut Holter                                           | PDS   |
| Ministre de l'Intérieur                                                 |           | Gottfried Timm                                          | SPD   |
| Ministre de la Justice                                                  |           | Harald Ringstorff (jusqu'au 19/09/2000) Erwin Sellering | SPD   |
| Ministre des Finances                                                   |           | Sigrid Keler                                            | SPD   |
| Ministre de l'Économie                                                  |           | Rolf Eggert (jusqu'au 17/04/2001) Otto Ebnet            | SPD   |
| Ministre de l'Alimentation, de l'Agriculture, des Forêts et de la Pêche |           | Till Backhaus                                           | SPD   |
| Ministre de l'Environnement                                             |           | Wolfgang Methling                                       | PDS   |
| Ministre de l'Éducation, de la Science et de la Culture                 |           | Peter Kauffold                                          | SPD   |
| Ministre de la Santé et des Affaires sociales                           |           | Martina Bunge                                           | PDS   |